# Macmahon Island
Macmahon Island, auch Mac Mahon Island ist eine unbewohnte Insel im nördlichen Teil des King Sounds, einem australischen Küstengewässer des Indischen Ozeans. Sie gehört zur Region Kimberley im australischen Bundesstaat Western Australia.
Die Insel ist 1,1 Kilometer lang und hat eine Breite von 530 Meter. Sie ist ca. 6,1 Kilometer vom australischen Festland entfernt. In der Nähe liegen die Inseln Hazel Island, Pope Island und Whipp Island.